# Epactionotus
Epactionotus – rodzaj słodkowodnych ryb sumokształtnych z rodziny zbrojnikowatych (Loricariidae). Spotykane w hodowlach akwariowych.

## Zasięg występowania
Brazylia.

## Klasyfikacja
Gatunki zaliczane do tego rodzaju:
- Epactionotus bilineatus
- Epactionotus gracilis
- Epactionotus itaimbezinho

Gatunkiem typowym jest Epactionotus bilineatus.